# ويليام بي. فرنسيس
ويليام بي. فرنسيس (بالإنجليزية: William B. Francis)‏ هو محامي وسياسي أمريكي، ولد في 25 أكتوبر 1860 في مقاطعة جفرسون في الولايات المتحدة، وتوفي في 5 ديسمبر 1954 في ويلينغ في الولايات المتحدة. حزبياً، نشط في الحزب الديمقراطي. وقد انتخب عضو مجلس النواب الأمريكي.